# Rescritto di Adriano a Gaio Minucio Fundano

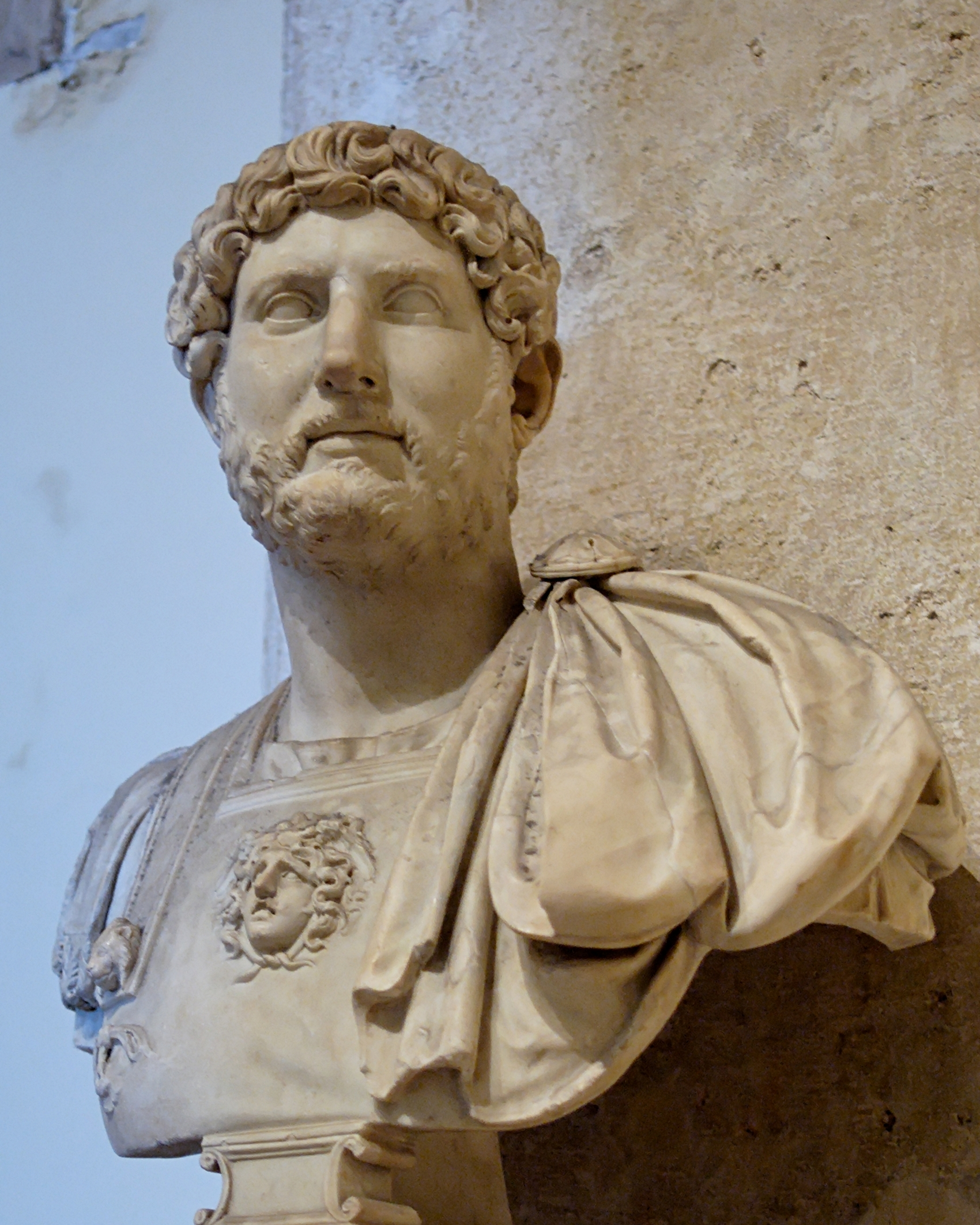
L'imperatore Adriano, autore del rescritto a Gaio Minucio Fundano.

Il rescritto di Adriano a Gaio Minucio Fundano è un rescritto imperiale inviato dall'imperatore romano Adriano a Gaio Minucio Fundano, proconsole d'Asia dal 122 al 123.
Il documento giuridico, scritto originariamente in latino, fu tradotto e tràdito in greco ellenistico da Eusebio di Cesarea che si rifaceva a Giustino.
Il testo è noto agli storici e agli studiosi di Storia del Cristianesimo per essere uno dei più antichi scritti pagani sul cristianesimo.

## Contenuto e valore del documento
Il documento di Adriano, pur indirizzato a Minucio Fundano, rispondeva in realtà a un'istanza sollecitata da Quinto Licinio Silvano Graniano, predecessore del destinatario: Graniano aveva chiesto lumi sul comportamento da tenere nei confronti dei cristiani e delle accuse che venivano loro rivolte.
Adriano rispose al proconsole di procedere nei loro confronti solo in presenza di eventi circostanziati, emergenti da un procedimento giudiziario e non sulla base di accuse generiche, petizioni o calunnie: veniva stabilito così il principio dell'onere della prova a carico dei promotori delle accuse. Eventuali azioni promosse a scopo di calunnia dovevano, al contrario, essere duramente perseguite e punite, affinché non fosse permesso ai calunniatori di procurare del male.

### Politica di Adriano verso il Cristianesimo
Il rescritto, che è una delle prime fonti pagane sul cristianesimo, è anche di somma importanza per la comprensione della politica tenuta da Adriano e dal suo predecessore Traiano nei confronti dei cristiani: Adriano, infatti, si mosse su un piano analogo, e anche più garantista, rispetto a quello del suo predecessore che si era espresso sull'argomento in un precedente rescritto sollecitato da una specifica richiesta di Plinio il Giovane che era a quel tempo legatus Augusti pro praetore in Bitinia e Ponto.

## Interpretazione del rescritto

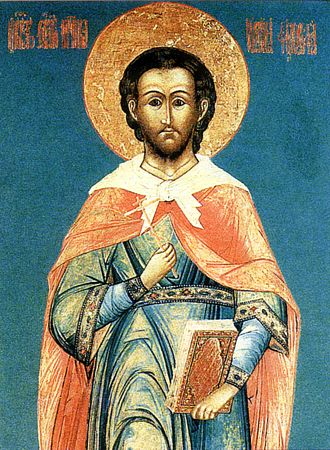
Giustino sostenne l'interpretazione più favorevole del rescritto, accettata da una parte della storiografia moderna.

### Dubbi esegetici
Il significato esatto del rescritto adrianeo, pur confrontato con quello di Traiano, rimane per alcuni studiosi controverso. Se è assodata, infatti, l'affermazione del principio dell'onere della prova da cui, in definitiva, far dipendere la perseguibilità dei cristiani che avessero agito «contro la legge», non è per tutti chiaro, invece, fino a qual punto dovesse spingersi l'assolvimento di quell'onere, se fosse cioè sufficiente provare la sola fattispecie della professione di fede (quello che Plinio, nella sua epistola a Traiano, chiama il nomen ipsum) o si rendesse invece necessario circostanziare anche la contemporanea presenza di reati ascrivibili all'essere cristiani (flagitia cohaerentia nomini), la distinta fattispecie che Plinio già individuava e intendeva suggerire all'imperatore nell'indirizzargli la sua richiesta.

#### Tesi di Marta Sordi
Marta Sordi, storica dell'antichità greco-romana e del cristianesimo delle origini, propendeva per l'interpretazione più favorevole ai cristiani, una posizione esegetica a cui peraltro già aderiva l'apologetica cristiana, da Giustino in poi. Secondo la Sordi, Adriano, in linea con la politica del suo predecessore Traiano, avrebbe non solo confermato il divieto di perseguibilità d'ufficio ma vi avrebbe anche aggiunto, di suo, due nuovi elementi: 
1. Il primo di essi la Sordi lo individua in quel passo in cui Adriano afferma la necessità di dover giudicare «secondo la gravità della colpa» (sempre nel caso - beninteso - di una denuncia sorretta da prove). Il riferimento a una graduabilità della colpa escluderebbe, secondo Marta Sordi, che quest'ultima potesse ridursi al solo 'essere cristiani', una fattispecie che poteva rivelarsi vera o falsa, ma che non poteva ammettere graduazioni: seguendo questa interpretazione, bisogna quindi ritenere necessaria l'associazione a un diverso reato, ascrivibile allo status religioso ma non coincidente semplicemente con questo[8].
 Questa interpretazione, inoltre, sempre secondo la studiosa, sarebbe in sintonia con il tono generale della prosa dell'imperatore, da cui trapela, infine, persino insofferenza nei confronti di possibili derive intolleranti[8].

L'espressione di questa insofferenza, sottolineata anche da un'interiezione, è contenuta nella frase «ma, per Ercole, se qualcuno accampa pretesti per calunniare, tu, stabilitane la gravità, devi senza indugio punirlo». E proprio in questa frase si rinviene, secondo la Sordi, il secondo elemento di novità rispetto all'atteggiamento del predecessore: 
1. la necessità che le conseguenze di azioni prive di prova, e pertanto temerarie e calunniose, dovessero ritorcersi contro gli stessi proponenti.[8]